# Polyalthia cauliflora
Polyalthia cauliflora este o specie de plante din genul Polyalthia, familia Annonaceae, descrisă de Joseph Dalton Hooker și Thomas Thomson.

## Subspecii
Această specie cuprinde următoarele subspecii:
- P. c. cauliflora
- P. c. wrayi